# Klasztor klaretynów w Krzydlinie Małej
Klasztor oo. klaretynów w Krzydlinie Małej, składa się z Domu Zakonnego z Nowicjatem, Centrum Spotkań i Dialogu oraz Domu Rekolekcyjnego.

## Historia
W XIII w. książę Henryk Brodaty osadził we wsi Kanoników Regularnych św. Augustyna. Własność tego zakonu została potwierdzona w 1250 r. bullą papieską papieża Innocentego III. Klasztor działał do 1810 r., kiedy Królestwo Prus sekularyzowało klasztor krzydliński i zlikwidowało również tutejsze probostwo.
Reaktywacja krzydlińskiego klasztoru nastąpiła w drugiej połowie XX w. Pod koniec lat 1970., w związku z szybko wzrastającą liczbą klaretynów w Polsce, zakon objął parafię w Krzydlinie Małej z celem utworzeniu tu Klaretyńskiego Centrum Duchowości. W 1978 r. rozpoczęto remont zabytkowej plebanii z ok. 1700 r. (miała się stać domem zakonnym oraz siedzibą nowicjatu). Rozpoczęto także budowę nowego domu rekolekcyjnego oraz nowej plebanii wraz z budynkami gospodarczymi. Autorem projektu był Zenon Nasterski, wrocławski architekt i autor wielu współczesnych budowli sakralnych. Prace remontowo-budowlane trwały do sierpnia 1985 r., a rok później oficjalnie erygowano Dom Zakonny (Nowicjacki).
Następnie zakon w coraz większym stopniu koncentrował się na rekolekcjach i tworzeniu w tym celu miejsca spotkań dla różnych grup, nie tylko religijnych, ale także społecznych, szkolnych i zawodowych. Z tego powodu Klaretyńskie Centrum Duchowości zamieniło się w 2009 r. w Centrum Spotkań i Dialogu (pełna nazwa: Fundacja Centrum Spotkań i Dialogu Misjonarze Klaretyni). Klasztor w Krzydlinie pozostaje ważnym miejscem dla zakonu (odbywają się tu np. rekolekcje przed ślubami zakonnymi, rekolekcje powołaniowe, rekolekcje dla kapłanów i braci zakonnych, zjazdy i konferencje prowincjalne i generalne, a także kapituły prowincjalne), jest również otwarty dla wszystkich grup i osób oraz prowadzi współpracę z wieloma lokalnymi i regionalnymi partnerami.